# Raionul Romnî (pre-2020), Sumî
Romnî (în ucraineană Роменський район, transliterat: Romenskîi raion) este un raion în regiunea Sumî, Ucraina. Reședința sa este orașul Romnî.

## Demografie
Componența lingvistică a raionului Romnî
     Ucraineană (97,6%)
     Rusă (2,02%)
     Alte limbi (0,28%)
Conform recensământului din 2001, majoritatea populației raionului Romnî era vorbitoare de ucraineană (97,6%), existând în minoritate și vorbitori de rusă (2,02%).